# Pioggia acida
La deposizione acida umida, anche nota come pioggia acida, nella meteorologia consiste nella ricaduta dall'atmosfera sul suolo di particelle acide, molecole acide diffuse nell'atmosfera che vengono catturate e deposte al suolo da precipitazioni quali: piogge, neve, grandine, nebbie, rugiade, ecc. Tale processo si distingue dal fenomeno della deposizione acida secca nella quale la ricaduta dall'atmosfera di particelle acide non è veicolata dalle precipitazioni ed avviene per effetto della forza di gravità. In questo caso si parla quindi di depositi secchi.
Una pioggia viene definita acida quando il suo pH è minore di 5; In condizioni normali il pH della pioggia, costituita prevalentemente da acqua distillata e pulviscolo atmosferico, assume valori compresi fra 5 e 6,5: nel 1880 ad esempio le precipitazioni sul pianeta avevano un pH stimato di 5,6. La composizione delle deposizioni acide umide è data per circa il 70% da anidride solforica, che reagisce in acqua dando acido solforico. Il rimanente 30% risulta principalmente costituito dagli ossidi di azoto.

## Definizione scientifica
Le deposizioni acide rappresentano la risultante delle alterazioni chimico-fisiche a cui vanno incontro alcuni gas presenti nell'atmosfera, i prodotti di tali reazioni ricadono sul suolo terrestre, se la ricaduta è dovuta a precipitazioni si definiscono deposizioni acide umide, se invece la ricaduta dei prodotti di reazione è dovuta al normale fenomeno di deposizione gravitazionale del pulviscolo atmosferico si definiscono deposizioni acide secche.
Solitamente l'opinione pubblica ed i media fanno coincidere il termine piogge acide con il fenomeno della deposizione acida umida.
L'acqua distillata, in assenza di anidride carbonica, ha un pH neutro, ovvero di 7. I liquidi con un pH inferiore a 7 sono per definizione denominati acidi, e quelli con un pH superiore a 7 sono definiti basici. La pioggia non inquinata ha un pH leggermente acido che oscilla fra 5 e 7, ciò è dovuto alla presenza di anidride carbonica e acqua in atmosfera, le quali reagiscono insieme a formare acido carbonico.
{\displaystyle H_{2}O+CO_{2}\leftrightharpoons H_{2}CO_{3}}
L'acido carbonico così formatosi in cielo può quindi ionizzare in acqua con formazione di una bassa concentrazione di ioni idrogeno e carbonato:
{\displaystyle H_{2}O+H_{2}CO_{3}\leftrightharpoons HCO_{3}^{-}+H_{3}O^{+}}
Quando nell'atmosfera sono presenti ulteriori molecole acide che sommano la propria acidità a quella dell'acido carbonico, in concomitanza con l'aumento di anidride carbonica, la quale sposta la reazione verso un'aumentata produzione di acido carbonico, il pH delle precipitazioni si abbassa, ricadendo sul suolo dà origine a fenomeni di deposizione acida.

## Emissioni
L'immissione di alcuni gas in atmosfera può innescare un processo di acidificazione, il gas più importante che porta all'acidificazione è il biossido di zolfo SO2. Le emissioni di ossidi di azoto che vengono ossidati per formare acido nitrico sono di crescente importanza a causa di controlli più rigorosi sulle emissioni di composti contenenti zolfo. L'emissione stimata si aggira intorno ai 70 Tg all'anno, sotto forma di SO2 proveniente dalla combustione di combustibili fossili e dall'industria, 2,8 Tg da incendi e fra i 7 e gli 8 Tg per anno emessi dai vulcani.
I principali fenomeni naturali che contribuiscono all'immissione di gas nell'atmosfera sono le emissioni dei vulcani; Nei casi di massiva attività vulcanica si sono osservate precipitazioni con acidità anche a pH 2.
La principale fonte biologica dei composti contenenti zolfo viene identificata nel solfuro di dimetile; L'acido nitrico in acqua piovana invece è una fonte importante di azoto fissato per la vita vegetale, a volte prodotto anche dall'attività elettrica nell'atmosfera, come per esempio le scariche dei fulmini, depositi acidi sono stati infine individuati nei ghiacci perenni.
I suoli delle foreste di conifere risultano molto acidi, ciò si deve alla naturale decomposizione degli aghi, questo fenomeno non deve essere confuso con l'attività umana.
Composti di zolfo e di azoto possono anche essere immessi nell'ambiente da attività umane, quali per esempio: la produzione di elettricità, le fabbriche e veicoli a motore, le centrali a carbone risultano fra le più inquinanti. Inoltre, l'industria animale svolge un ruolo importante, in quanto risulta responsabile di quasi i due terzi di tutte le emissioni di ammoniaca prodotta da attività antropiche, la quale contribuisce significativamente al fenomeno dell'acidificazione.

## Formazione
Le piogge acide sono dovute all'abbassamento del pH (acidificazione) delle precipitazioni, la causa di tale acidificazione viene essenzialmente imputata ad un aumento dell'anidride carbonica, degli ossidi di zolfo (SOx) e, in parte minore, degli ossidi d'azoto (NOx), i cui valori possono innalzarsi in atmosfera sia per cause naturali sia per effetto delle attività umane. Il processo che porta alla formazione delle piogge acide inizia dalla liberazione in atmosfera di anidride solforosa (SO2) e biossido di azoto (NO2 ); Tali prodotti di combustione vengono convertiti in acido solforico e acido nitrico. 

### Reazioni in fase gassosa
In atmosfera l'anidride solforosa viene ossidata dalla reazione ossidrilica radicalica con formazione di un intermedio di reazione:
SO2 + OH• → HOSO2•
Essendo l'intermedio altamente reattivo a causa del proprio elettrone spaiato (•) si verifica immediatamente un'ulteriore reazione:
HOSO2• + O2 → HO2• + SO3
In presenza di acqua, il triossido di zolfo (SO3) è rapidamente convertito in acido solforico (H2SO4):
SO3 (g) + H2O (l) → H2SO4 (l)
Il diossido di azoto invece reagisce con il radicale dell'ossigeno (OH•) dando acido nitrico (HNO3):
NO2 + OH• → HNO3

### Reazioni in fase liquida
In presenza di nubi, il tasso di perdita di SO2 è più veloce di quanto possa essere spiegato con la chimica in fase gassosa. Ciò è dovuto alle reazioni che avvengono all'interno delle goccioline di acqua cioè in fase liquida:
L'anidride solforosa si scioglie nelle goccioline d'acqua portate dalle nubi, come l'anidride carbonica, in tali goccioline si idrolizza in una serie di reazioni di equilibrio:
SO2 (g) + H2O ⇔ SO2•H2O
SO2•H2O ⇔ H+ + HSO3−
HSO3− ⇔ H+ + SO32−
Sono presenti un gran numero di reazioni in fase acquosa in grado di ossidare lo zolfo da S(IV) a S(VI), tuttavia esse giungono alla formazione di acido solforico. Le reazioni di ossidazione più importanti avvengono per interazione con l'ozono, il perossido di idrogeno e l'ossigeno (le reazioni con l'ossigeno sono catalizzate da ferro e manganese nelle goccioline delle nubi).

### Deposizione

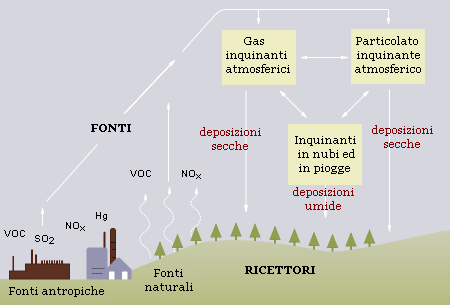
Processi coinvolti nella formazione della pioggia acida (notare che solo SO_{2} e NO_{x} svolgono un ruolo determinante nelle piogge acide).

Gli acidi prodotti in fase gassosa o liquida vanno incontro a deposizione sul suolo, la quale può avvenire secondo meccanismi differenti dettati principalmente dalle dimensioni delle particelle (per impatto e gravità), dallo stato d'aria a contatto con la superficie ricevente e dalla struttura chimica e fisica della superficie stessa. In ogni caso i depositi secchi di SOx e di NOx conducono rapidamente alla formazione dei relativi acidi al suolo.
Nel caso in cui questi gas entrino in contatto con l'acqua atmosferica allora si originano degli acidi prima della deposizione. In presenza di acqua gli ossidi di zolfo originano l'acido solforico, mentre gli ossidi di azoto si trasformano in acido nitrico; di conseguenza queste sostanze causano un'acidificazione delle precipitazioni. In effetti da alcuni decenni in molte zone del pianeta si sono registrate precipitazioni piovose, nevose, nebbie e rugiade con valori di pH significativamente più bassi del normale (pH 5,5), cioè compresi tra 2 e 5. L'azione degli acidi che si formano direttamente in sospensione oppure al suolo provoca l'acidificazione di laghi e corsi d'acqua, danneggia la vegetazione (soprattutto ad alte quote) e molti suoli forestali.
Oltre a questo, le piogge acide accelerano il decadimento dei materiali da costruzione e delle vernici; compromettono poi la bellezza ed il decoro degli edifici, delle statue e delle sculture patrimonio culturale di ogni nazione.
Da notare che, prima di raggiungere il suolo, i gas SOx e NOx e i loro derivati, solfati e nitrati, contribuiscono ad un peggioramento della visibilità ed attentano alla salute pubblica.

## Storia
I primi effetti corrosivi delle deposizioni acide furono osservati nelle aree urbane da John Evelyn, il quale nel XVII secolo, identificò in tali deposizioni la principale causa del cattivo stato di conservazione di strutture in marmo e calcare. Dall'epoca della rivoluzione industriale in poi, le emissioni di anidride solforosa e ossidi di azoto nell'atmosfera sono aumentate in maniera consistente, non spiegabile con la sola attività vulcanica.
Nel 1852, Robert Angus Smith fu il primo a mostrare la relazione tra piogge acide e inquinamento atmosferico a Manchester, in Inghilterra. Anche se la scoperta delle deposizioni acide risale al 1852, l'interesse scientifico e le analisi sistematiche sul fenomeno iniziano alla fine del 1960. Il termine "piogge acide" è stato coniato nel 1872 da Robert Angus Smith.
Harold Harvey fu tra i primi a dedicare ampio spazio alla ricerca nel campo dei "laghi morti". La consapevolezza del pubblico e l'attenzione mediatica sul fenomeno delle piogge acide ebbero origine negli USA a partire dal 1970, dopo che il New York Times diffuse le relazioni dello Hubbard Brook Experimental Forest in New Hampshire, dando ampio risalto agli effetti deleteri di tali precipitazioni.
Letture dei valori del pH in acque piovane e in nebbie inferiori a 2,4 sono state segnalate in aree industrializzate. Viene anche rilevato che piogge acide di origine industriale stanno avendo un notevole impatto ambientale in Cina e in Russia inoltre le aree geograficamente esposte sottovento alla Cina stanno subendo danni da deposizioni acide pur non avendo ancora raggiunto un grado di industrializzazione massivo. Viene riscontrato che l'impatto ambientale delle piogge acide, non solo è aumentato a seguito dell'espansione demografica e della crescita industriale, ma è sempre più diffuso anche in aree sottosviluppate. L'uso di alte ciminiere per ridurre l'inquinamento locale ha infatti paradossalmente contribuito alla diffusione delle deposizioni acide con il rilascio di gas in circolazione atmosferica. Generalmente la deposizione avviene ad una notevole distanza sottovento rispetto ai luoghi di emissione; le zone montane tendono a catturare la frazione maggiore della deposizione, coerentemente con le maggiori precipitazioni a cui sono soggette queste regioni. Un esempio di questo fenomeno di dispersione atmosferica è il basso pH della pioggia che cade in Scandinavia, rispetto ai valori delle emissioni locali.

## Effetti
Gli effetti delle deposizioni acide si manifestano a diversi livelli: sono stati riscontrati effetti negativi sulle foreste, sulle acque dolci e sui terreni, sugli insetti acquatici e più in generale sulle forme di vita vegetali ed acquatiche, sulla salute umana ed anche a livello urbanistico, col danneggiamento di edifici sia moderni che storici.

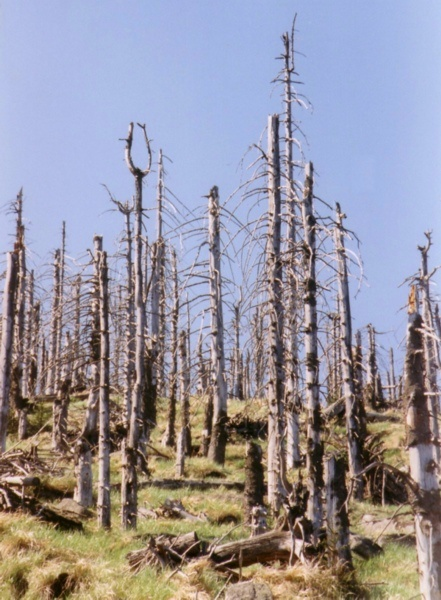
Gli effetti devastanti delle piogge acide sulle piante

- A livello delle acque superficiali, gli animali acquatici vengono a ritrovarsi in un ambiente il cui pH risulta più basso in concomitanza ad una maggior concentrazione di alluminio nelle acque superficiali; ciò causa danni ai pesci ed altri animali acquatici. Il pesce, inoltre, entra nella catena alimentare, danneggiando così anche gli animali che se ne nutrono, uomo compreso. Con un pH inferiore a 5 le uova della maggior parte dei pesci non si schiudono, e pH inferiori a 5 possono arrivare ad uccidere anche pesci adulti. All'aumentare dell'acidità di laghi e fiumi la biodiversità si riduce. Laghi e fiumi risultano particolarmente interessati dai fenomeni di piogge acide, in quanto luoghi dove naturalmente defluiscono le precipitazioni (trascinando con sé anche la frazione acida). Sono state identificate diverse morie di animali acquatici imputate all'acidificazione di fiumi e laghi[24]. La misura in cui le piogge acide contribuiscono, direttamente o indirettamente, all'acidificazione di laghi e fiumi dipende dalle caratteristiche del bacino stesso. I bacini riforniti da sorgenti o fiumi sotterranei, a seguito dell'azione filtrante del terreno, risentono meno dei bacini aperti, i quali invece ricevono acqua dal dilavamento delle colline circostanti. Secondo le analisi dei laghi e corsi d'acqua presi in esame dall'EPA, le piogge acide hanno causato l'acidificazione nel 75% dei laghi acidi e nel 50% circa dei flussi acidi; tuttavia l'acidificazione del 25% dei laghi e di poco meno del 50% dei fiumi non sembra correlata alle precipitazioni[24].
- A livello del terreno la biologia e la chimica dei suoli possono essere seriamente danneggiate dal fenomeno dell'acidificazione. Alcuni microbi non sono in grado di tollerare abbassamenti di pH e vengono uccisi; tale sterilizzazione del terreno colpisce anche i microorganismi saprofiti o simbionti con le piante, arrivando anche a danneggiare o ridurre l'efficienza dei raccolti[25]. Sempre a livello del suolo il processo di acidificazione mobilita gli ioni idronio; ciò comporta la conseguente mobilitazione di sostanze tossiche come l'alluminio. Inoltre la mobilitazione sottrae nutrienti essenziali e minerali come il magnesio al terreno[26]:

2 H+ (aq) + Mg2+ (clay) ⇔ 2 H+ (clay) + Mg2+ (aq)
Ciò comporta che la chimica del suolo possa essere drasticamente alterata, in particolare quando cationi basici, come calcio e magnesio, vengono dilavati dalle piogge acide, danneggiando o uccidendo le specie sensibili, come l'acero da zucchero (Acer saccharum).

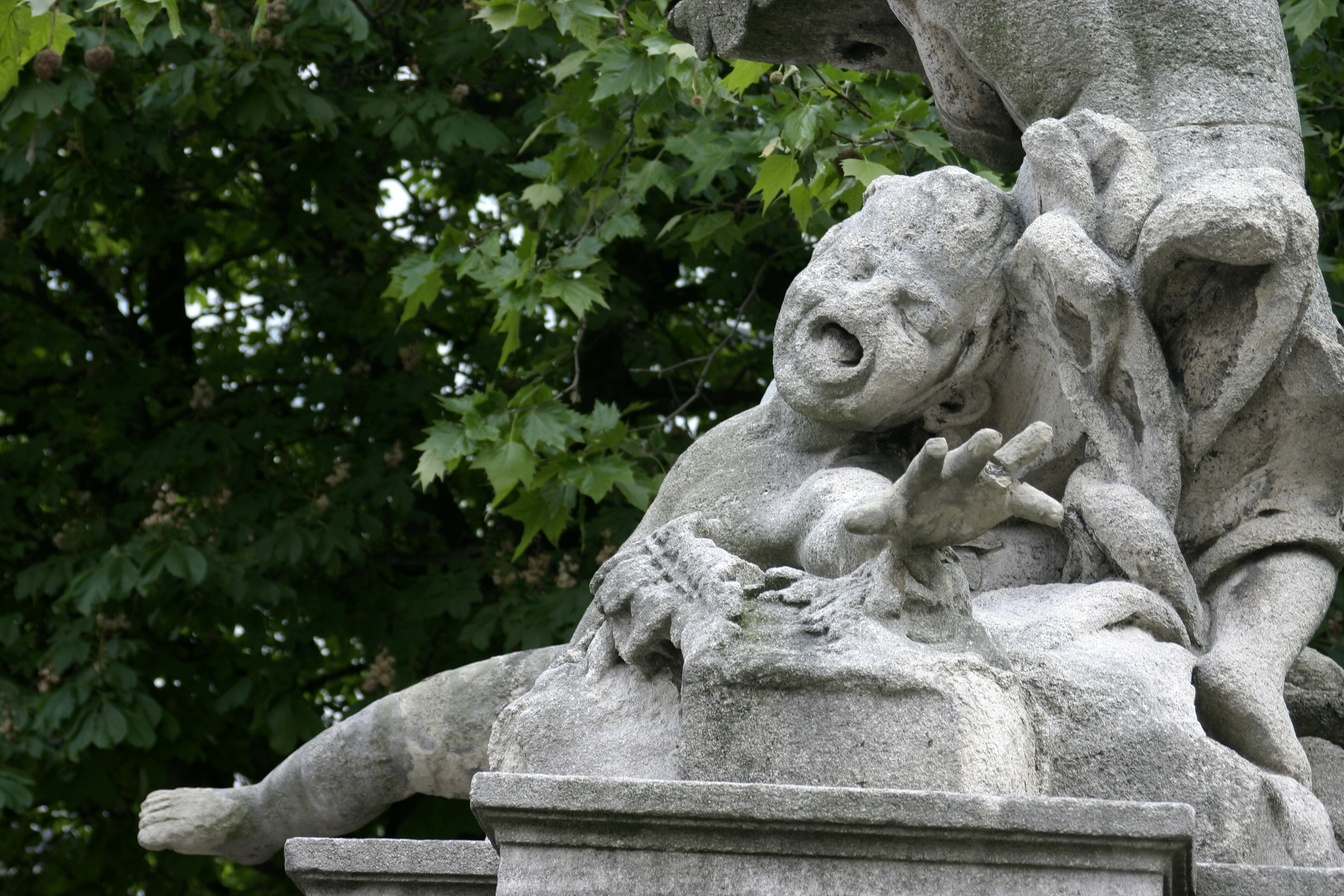
Una statua danneggiata dalle piogge acide

- A livello della vegetazione le piante ad alto fusto possono essere danneggiate dalle piogge acide, ma l'effetto sulle colture alimentari è ridotto al minimo grazie all'applicazione di fertilizzanti per ripristinare i nutrienti persi. Le aree coltivate possono essere cosparse anche con soluzioni tampone per mantenere il pH stabile, ma questa tecnica è in gran parte inutilizzabile in caso di terre selvagge. In molte piante, come anche nel caso dell'abete rosso, le piogge acide alterano l'integrità strutturale, rendendo le piante meno resistenti al freddo; le piante compromesse generalmente non riescono a superare i rigori dell'inverno[29][30].
- A livello della salute umana è stata ipotizzata una diretta correlazione fra persone che vivono in aree soggette a deposizioni acide e danni alla loro salute[31].
- A livello urbano la pioggia acida può anche danneggiare edifici e monumenti storici, soprattutto quelli edificati con rocce come il calcare e il marmo, o comunque tutti quegli edifici contenenti grandi quantità di carbonato di calcio. Il danno diretto a queste strutture deriva dalla reazione che si innesca fra gli acidi portati dalle precipitazioni e i composti contenenti calcio nelle strutture:

CaCO3 (s) + H2SO4 (aq) ⇔ CaSO4 (aq) + CO2 (g) + H2O (l)
L'effetto di tale reazione può essere osservato su antiche lapidi, costruzioni o statue esposte alle intemperie. La pioggia acida aumenta anche il tasso di ossidazione dei metalli, in particolare il rame e il bronzo.

## Zone colpite
Le aree geografiche nelle quali è stato accertato un impatto ecologico significativo dovuto al fenomeno dell'acidificazione includono:
- La maggior parte dell'Europa nord-orientale, in particolare le aree corrispondenti all'attuale Polonia fino alla Scandinavia[35].
- La zona del Sud-Est della Cina[senza fonte]
- I territori orientali degli Stati Uniti e del sud-est del Canada[36].

## Rimedi e prevenzione
A livello tecnico in molte centrali a carbone è stato messo in atto il procedimento di desolforazione dei gas di scarico (FGD). Tale metodo consente di rimuovere i gas contenenti zolfo dalle emissioni delle centrali. Riguardo alle obsolete stazioni elettriche a carbone, si stima che l'FGD rimuoverà il 95% o più di SO2 a livello fluviale.
A livello normativo, periodicamente vengono rivisti una serie di trattati internazionali in materia di trasporto a lunga distanza degli inquinanti atmosferici; sono stati concordati trattati internazionali in ambito di riduzione delle emissioni di zolfo e della convenzione sull'inquinamento atmosferico attraverso le frontiere. La maggior parte dei paesi europei ed il Canada hanno sottoscritto tali trattati, il più famoso dei quali è il Protocollo di Kyōto.
Nel corso degli anni diversi paesi hanno aderito ad uno schema di regolamentazione definito mercato di scambio delle emissioni, che risulta strutturato come un mercato aperto all'interno del quale è possibile scambiare, acquistare e vendere quote di emissioni per ogni unità di un determinato inquinante. A seconda delle quote in possesso ogni operatore potrà emettere un determinato quantitativo e tipo di inquinanti, e riceverà agevolazioni fiscali nell'installazione di apparecchiature di controllo dell'inquinamento. L'intenzione dichiarata è di offrire agli operatori incentivi economici per installare dispositivi di controllo dell'inquinamento. Il primo mercato di scambio delle emissioni fu fondato negli Stati Uniti grazie alla promulgazione del Clean Air Act nel 1990; esso si prefigge l'obiettivo generale di ottenere significativi benefici ambientali e di salute pubblica attraverso la riduzione delle emissioni di biossido di zolfo e ossidi di azoto (NOx), identificati come le cause principali delle piogge acide, attraverso un minimo costo a carico della società.